# Massif du Parpaillon
Pour les articles homonymes, voir Parpaillon.
Le massif du Parpaillon est un massif montagneux des Alpes françaises.
Il marque la séparation entre les Hautes-Alpes au nord et les Alpes-de-Haute-Provence au sud. Il sépare aussi l'Embrunais de la vallée de l'Ubaye. Il s'étend du lac de Serre-Ponçon à l'ouest au col de Vars (qui le sépare du massif d'Escreins) et à la moyenne vallée de l'Ubaye au sud-est (qui le sépare du massif du Mercantour-Argentera et du massif de Chambeyron), au niveau de Saint-Paul-sur-Ubaye.

## Toponyme
Pour certains, le sens de ce toponyme serait « papillon », qui se dit parpalhon en occitan. Mais il est plus vraisemblable qu'on ait affaire au thème pré-gaulois (ligure) pal, fréquent dans les noms de montagnes et d'escarpements, thème redoublé et suivi du suffixe hypocoristique -oun[réf. nécessaire].

## Principaux sommets
- le Grand Bérard, 3 046 m[2]
- le Grand Parpaillon, 2 990 m[2]
- la Chalanche, 2 984 m[2]
- la tête de Vallon Claous, 2 945 m[2]
- le mont Tailland, 2 938 m[2]
- la Grande Combe, 2 937 m[2]
- la tête de Crouès, 2 928 m[2]
- la tête de Frusta, 2 926 m[2]
- la barre de la Pisse, 2 925 m[2]
- la tête du Crachet, 2 919 m[2]
- l'Aupillon, 2 916 m[2]
- le Pouzenc, 2 898 m
- la Grande Épervière, 2 884 m
- la pointe de l'Eyssina, 2 837 m
- le pic de Boussolenc, 2 832 m
- la Montagnette, 2 811 m
- le pic de Chabrières, 2 727 m
- le pic de Morgon, 2 324 m

## Activités

### Stations de sports d'hiver
- Crévoux
- Les Orres
- Risoul 1850
- Vars
- Sainte-Anne-la-Condamine